# Ніколоз Угрехелідзе
Ніколоз "Ніка" Угрехелідзе (груз. ნიკოლოზ " ნიკა" უგრეხელიძე, нар. 15 серпня 2003, Тбілісі, Грузія) — грузинський футболіст, опорний півзахисник тбіліського «Динамо».

## Ігрова кар'єра

### Клубна
Ніколоз Угрехелідзе народився в Тбілісі і свою футбольну кар'єру починав в академії столичного «Динамо». З 2021 року Ніколоз грав за другий склад «Динамо» у Другому дивізіоні чемпіонату Грузії.
Починаючи з 2023 року Угрехелідзе був переведений до основного складу тбіліської команди. Свою першу гру у вищому дивізіоні чемпіонату країни футболіст провів 8 квітня 2023 року, коли вийшов на заміну в кінці матчу проти кутаїського «Торпедо». В сезоні 2023 року в складі «Динамо» Угрехелідзе став віце - чемпіоном Грузії.

### Збірна
З 2020 року Ніколоз Угрехелідзе захищає кольори юнацьких збірних Грузії.
У 2024 році своєю грою Ніколоз Угрехелідзе допоміг молодіжній збірній Грузії вийти до фінальної частини молодіжного чемпіонату Європи 2025 року, що відбудеться у Словаччині.

## Титули
Динамо (Тбілісі)
 Віце - чемпіон Грузії: 2023
- Фіналіст Суперкубка Грузії: 2024